# Adopaeoides bistriata
Adopaeoides bistriata är en fjärilsart som beskrevs av Frederick DuCane Godman 1900. Adopaeoides bistriata ingår i släktet Adopaeoides och familjen tjockhuvuden. Inga underarter finns listade i Catalogue of Life.